# 大理石 (愛荷華州)
大理石（英語：Marble Rock）是一個位於美國愛荷華州弗洛伊德縣的城市。

## 地理
大理石的座標為42°57′53″N 92°52′04″W / 42.96472°N 92.86778°W，而該地的平均海拔高度為305米（即1001英尺）。

## 人口
根據2010年美國人口普查的數據，大理石的面積為2.25平方千米，當中陸地面積為2.15平方千米，而水域面積為2.10平方千米。當地共有人口307人，而人口密度為每平方千米136人。